# Normanniske erobring af Syditalien
Den normanniske erobring af Syditalien strakte sig over det meste af det 11. århundrede. I den periode blev der udkæmpet adskillige slag, og der deltog en række selvstændige aktører, som hver erobrede deres landområder. Først efter afslutningen af erobringen blev landområderne forenet i kongeriget Sicilien. Dette rige omfattede både øen Sicilien, den sydlige tredjedel af af den italienske halvø, Malta og de omkringliggende øer, samt i en periode også besiddelser i Nordafrika. Kun den lille pavelige enklave Benevento var på fremmede hænder – det meste af tiden.
De tilrejsende normanniske riddere akklimatiserede sig hurtigt til en tilværelse som lejesoldater i Syditalien, hvor de tjente under forskellige lombardiske og Byzantinske arbejdsgivere. Nyheden om muligheden for at slå igennem ved Middelhavet nåede hurtigt tilbage til Normandiet og fik flere til at følge trop. Snart kunne de optræde i større grupper, og blev i stand til at etablere sig som lensmænd og som ledere af egne stater. Deres sammenhold betød, at de i løbet af mindre end halvtreds år opnåede at danne stater, der i praksis var uafhængige.
I modsætning den normanniske erobring af England i 1066, som kun strakte sig over nogle få år efter et afgørende slag, så var erobringen af Syditalien en langstrakt affære. Der blev kæmpet over flere årtier, normannerne var oftest i undertal, og der var kun få afgørende slag. De normanniske aktører handlede ofte på egen hånd, og i modsætning til erobringen af England var der ingen fælles plan og lederskab, men projektet lykkedes alligevel.

## Normannerne kommer til Italien, 999 – 1017
Det tidligste årstal, hvor normanniske riddere omtales i Syditalien, er 999. Flere kilder nævner, at det år var nogle normanniske pilgrimme på vej hjem fra en pilgrimsfærd til Jerusalem, og som det var almindeligt på den tid, rejste de via Apulien. De gjorde ophold i Salerno, og blev beværtet af den lokale fyrste, Guaimar 3., da byen pludselig blev angrebet af saracenere fra Afrika, der ville have den årlige tribut udbetalt. Guaimar gik i gang med at samle penge sammen. men normannerne bebrejdede lombarderne for deres manglende mandsmod, og gik straks til angreb på saracenerne. Araberne flygtede, og de efterlod et rigt bytte. Guaimar bad normannerne blive, men det afslog de, idet de dog lovede at binge hans gaver tilbage til Normandiet og fortælle deres landsmænd om mulighederne for at gøre tjeneste i Salerno. Nogle kilder omtaler endda, at Guaimar selv sendte budbringere til Normandiet for at få riddere til at følge med tilbage. Historien om normannerne i Salerno kaldes ofte den "Salernitanske tradition".
Den Salernitanske tradition blev først nedskrevet af Amatus af Montecassino i hans Ystoire de li Normant (Normannernes historie) mellem 1071 og 1086. Mange af oplysningerne om traditionen blev genbrugt af Peter (the Deacon) i hans fortsættelse af Leo af Ostias Chronicon Monasterii Casinensis, skrevet i begyndelsen af det 12. århundrede. Med Baronius' Annales Ecclesiastici fra det 17. århundrede, blev den Salernitanske tradition en accepteret del af historieskrivningen. I de følgende århundreder blev der dog af og til sat spørgsmålstegn ved dens faktuelle nøjagtighed, men de fleste historikere har godtaget historien med visse modifikationer.
En anden historisk beretning om normannernes ankomst til Italien omtaler slet ikke Salerno og kaldes "Gargano traditionen". I følge den blev normanniske pilgrimme, der besøgte ærkeenglen Mikaels helligdom på Monte Gargano, opfordret af lombarderen Melus af Bari til at tage del i en opstand mod de byzantinske magthavere i Apuliena. Dette skete i 1016.
Lige som ved den Salernitanske tradition er der to primære kilder til Gargano-historien: Gesta Roberti Wiscardi af Vilhelm af Apulien, fra 1088–1110, og Chronica monasterii S. Bartholomaei de Carpineto, skrevet omkring hundrede år senere af en munk ved navn Alexander, og baseret på Vilhelms bog. Nogle historikere har kombineret Salerno- og Gargano-fortællingerne. Lord Norwich fremfører den antagelse, at mødet mellem Melus og normannerne var blevet arrangeret af Guaimar. Melus havde faktisk været i Salerno lige før han tog til Monte Gargano.
En helt tredje historie involverer et frivilligt eksil for en gruppe af brødre fra Drengot-slægten. En af brødrene, (Orderic Vitalis siger Osmund, mens Amatus og Peter (the Deacon) siger Gilbert), myrdede Vilhelm Repostel (Repostellus) i nærværelse af hertugen af Normandiet. De fleste kilder mener, at der er tale om hertug Robert 1. af Normandiet. Repostel havde åbenbart pralet af at have vanæret sin drabsmands datter, og det kostede ham så livet. Drengot-broderen var nu selv truet på sit liv, og valgte at flygte fra landet med sine brødre. Brødrene kom til Rom, hvor en af dem fik audiens hos paven, før de drog videre og mødtes med Melus. Amatus daterer historien til efter 1027 og nævner ikke paven. I følge ham var Gilberts medrejsende brødre Osmund, Ranulf, Asclettin og Rudolph.
Mordet på Repostel bliver i alle krøniker dateret til Robert 1.'s regeringstid, og dermed efter 1027, skønt nogle historikere mener, at Robert er en skrivefejl for Richard 2. af Normandiet, som var hertug i 1017. Denne fremrykning på 10 år er nødvendig, hvis den første normanniske udvandring skal have noget at gøre med Drengot-slægten og mordet på Vilhelm Repostel. I Ralph Glabers Histories er der en "Rodulfus", som forlader Normandiet efter at have fornærmet grev Richard (altså Richard 2.). Kilderne er uenige om, hvilken bror der ledede turen sydpå. Orderic og Vilhelm af Jumièges (Gesta Normannorum Ducum) nævner Osmund. Glaber nævner Rudolph. Leo, Amatus og Adhemar af Chabannes mener derimod, at det er Gilbert. De fleste italienske kilder omtaler lederen af de normanniske tropper i slaget ved Cannae i 1018 som Gilbert. Hvis Rudolf er den samme som den Rudolf, Amatus nævner som en af Drengot-brødrene, så var Rudolph måske leder ved Cannae.
Der findes endnu en tolkning, af mere moderne tilsnit, af normannernes ankomst til Syditalien. Den er baseret på krønikerne af Glaber, Adhemar, og Leo. Alle tre kronikører beretter, at normannerne (i et antal på enten 40 eller 250), ledet af "Rodulfus" (Rudolph), og på flugt fra Richard 2., kom til pave Benedikt 8. i Rom. Han sendte dem til Salerno eller Capua for at gøre tjeneste som lejetropper mod byzantinerne, som havde pådraget sig Benedikts vrede ved at invadere fyrstedømmet Benevento, der var under pavelig overhøjhed. Der mødte de de beneventansk førstemænd Landulf 5. af Benevento, Pandulf 4. af Capua, måske den allerede nævnte Guaimar 3. af Salerno, samt Melus af Bari. På basis af Leos krønike skulle Rudolph være den samme som Ralph af Tosni.
Den første militæroperation i området, hvor man har bekræftet normanniske deltagelse, omfattede lejetropper i tjeneste hos Melus i et slag mod byzantinerne i maj 1017. Det betyder, at normannerne må have forladt Normandiet i perioden mellem januar og april 1017.

## Lombardiske oprør, 1009–1022
Den 9. maj 1009 udbrød der en opstand i Bari rettet mod Catapanatet i Italien, som var den regionale byzantinske myndighed. Opstanden blev ledet af Melus, som var en lokal lombarder af fin familie, og uroen spredte sig hurtigt til andre byer. Senere på året, eller tidligt i 1010, blev catapanen (vicekongen), John Curcuas, dræbt i et slag. I marts 1010 gik hans efterfølger, Basil Mesardonites, i land ved Bari, og han gik straks i gang med at belejre byen. De græske (byzantinske) indbyggere i byen indledte forhandlinger med Basil, og de tvang Melus og hans svigersøn Dattus på flugt. Basil marcherede ind i byen den 11. juni 1011 og genetablerede det byzantinske styre. Hans sejr gav ikke anledning til større repressalier. Melus' familie (inklusive sønnen Argyrus) blev dog sendt til Konstantinopel. Basil døde i 1016 efter nogle år med fred i Syditalien.
Leo Tornikios Kontoleon ankom som Basils efterfølger i maj samme år. Så snart Basil var død, anstiftede Melus et nyt oprør, og til denne havde han hyret en samling nyankomne normanner. De var, som omtalt tidligere, enten sendt på opfordring af pave Benedikt, eller også havde han mødt dem – med eller uden Guaimars hjælp – ved Monte Gargano. Catapanen Leo sendte sin general Leo Passianos med en hær mod den lombardisk-normanniske styrke. Passianos og Melus kæmpede nær Arenula, ved Fortore-floden. Slaget var enten uafgjort (Vilhelm af Apulien) eller en sejr til Melus (Leo af Ostia). Tornikios tog derpå selv kommandoen over hæren og ledede den i det næste opgør nær Civita. Dette slag blev vundet af Melus, skønt Lupus Protospatharius og en anonym kronikør i Bari udråber ham som taber. Et tredje slag blev udkæmpet ved Vaccaricia, og her er der ingen uenighed, om at Melus vandt. Hele området fra Fortore-floden til Trani var under Melus' kontrol i september, hvor Tornikios blev afløst af Basil Boioannes, som ankom i december 1017.
Efter Boioannes' ønske indgik der i de byzantinske styrker en afdeling af Varægergarden. De to hære mødtes ved Ofanto-floden nær Cannae, hvor Hannibal havde slået romerne 216 f.Kr., og byzantinerne vandt en knusende sejr. Boioannes ønskede at beskytte adgangsvejen til Apulien, og iværksatte straks byggeriet af en fæstning i et af de pas i Apenninerne, der giver adgang til den Apuliske slette. Han gav stedet navnet Troia (efter den berømte græske by), og i 1019 hyrede han nogle normanniske riddere, som ikke længere havde arbejde, efter at oprøret var brudt sammen, til at være garnison på borgen. Det siger også noget om normannernes villighed til at være lejetropper, og om at de stod i høj kurs som krigere.
Pave Benedikt blev noget opskræmt over det pludselige skifte, der var sket i magtbalancen i Syditalien, og i 1020 drog han nordpå til Bamberg for at forhandle med den tysk-romerske kejser Henrik 2. den Hellige. Kejseren var umiddelbart ikke indstillet på at foretage sig noget, men året efter tog begivenhederne fart, så han følte det nødvendigt at gribe ind. Boioannes havde nemlig sluttet forbund med lombarderen Pandulf af Capua, og sammen angreb de Dattus, som kommanderede en afdeling pavelige tropper i et fæstningstårn i hertugdømmet Gaeta. Dattus blev fanget 15. juni 1021, bundet, og smidt i en sæk sammen med en abe, en hane og en slange, hvorefter sækken blev kastet i havet. Paven klagede selvfølgelig over dette overgreb, og i 1022 marcherede en stor kejserlig hær sydpå fra Tyskland. Den var delt i tre kolonner under henholdsvis Henrik 2., ærkebiskop Pilgrim af Køln og patriark Poppo af Aquileia. Da de kom til Syditalien, drog en del af hæren til Troia, som de forgæves belejrede, mens en anden del marcherede mod Capua, hvor Pandulf blev fanget, fragtet til Tyskland og smidt i fængsel der. Hæren kunne ikke blive længe i Italien, men resultatet af Henriks indgriben var, at de lombardiske stater kom under kejserlig og pavelig indflydelse, og at byzantinerne beholdt de områder, de havde erobret.

## Lejetropper, 1022–1042
I 1024 var der normanniske lejetropper (måske ledet af Ranulf Drengot) i tjeneste hos Guaimar 3., da han og den nyligt løsladte Pandulf 4. belejrede den nye fyrste Pandulf 5. i Capua. Efter 18 måneders belejring overgav byen sig i 1026 og Pandulf 4. blev genindsat. I de følgende år holdt Ranulf sig til Pandulf, men i 1029 forlod han fyrstens tjeneste og sluttede sig i stedet til Sergius 4. af Napoli, som Pandulf havde fordrevet i 1027, (sikkert med hjælp fra Ranulf).
I 1029 generobrede Ranulf og Sergius Napoli, og som tak oprettede Sergius i begyndelsen af 1030 grevskabet Aversa som len til Ranulf. Grevskabet blev det første normanniske område i Syditalien, og Ranulf fik i tilgift fyrst Sergius' søster som hustru. I 1034 døde hustruen imidlertid, og Ranulf sluttede sig igen til Pandulf. Amatus af Montecassino skriver:
| Citat | "For normannerne havde intet ønske om, at en bestemt lombarder skulle sejre afgørende, for det kunne blive en ulempe for dem. Ved først at støtte én, og derefter en anden, forhindrede de, at nogen blev helt ødelagt." | Citat |
|       | |       |

Tilrejsende normannere og utilpassede lokale slagsbrødre var velkomne hos Ranulf, og hans styrker voksede støt. Det normanniske sprog og de normanniske skikke bandt denne spraglede gruppe sammen i noget, der mindede om et folk, skrev Amatus.
I 1037 blev normannernes position yderligere bekræftet, da kejser Konrad 2. afsatte Pandulf (igen) og anerkendte Ranulf som greve af Aversa, med len direkte fra kejseren. I 1038 hjalp Ranulf fyrst Guaimar med at invadere Capua.
I årene 1038-40 blev et andet hold normanner i tjeneste hos Guaimar 4. af Salerno sendt til Sicilien sammen med en lombardisk styrke. Guaimars folk skulle kæmpe under den byzantinske general George Maniaches, der stod i spidsen for en hær, der skulle virkeliggøre den byzantinske drøm om at generobre Sicilien fra araberne. Blandt de normanniske krigere var også for første gang medlemmer af Hauteville-slægten, blandt andet Vilhelm af Hauteville, der under belejringen af Siracusa vandt tilnavnet "Jernarm". I 1040 begyndte krigen at gå skævt. Invasionshæren havde gjort flere erobringer, men pengene var ved at slippe op, og det gav interne stridigheder. Normannernes talsmand var en lombardisk lejesoldat, Ardouin, der kunne tale græsk. Den byzantinske general Maniakes nægtede at udlevere bytte fra et slag til Ardouin, og lod ham i stedet piske. Det blev for meget for normannerne. De rejste tilbage til fastlandet sammen med de lombardiske lejetropper. En gruppe skandinaviske væringer, der ligeledes havde deltaget i krigen, drog også hjem, og i 1041 blev general Maniakes kaldt tilbage til Konstantinopel, hvorefter felttoget blev opgivet.
Tilbage på fastlandet var der i 1040 udbrudt endnu en af de jævnlige lombardiske opstande i Apulien, denne gang ledet af Argyrus, søn af den gamle oprører Melus af Bari. Oprørerne dræbte den byzantinske catapan (guvernør/vicekonge) og besatte flere større byer i området. En ny catapan kom til, og han fik forstærkninger i form af tropper fra hæren på Sicilien. Han udnævnte Ardouin til statholder i byen Melfi, men Ardouin sluttede sig snart efter til oprørene og i 1041 gik han i gang med at hyre normanniske riddere. De fleste af normannerne var i tjeneste hos fyrst Guaimar af Salerno, og han gik med til at fritstille dem. Omkring 300 riddere blev hvervet, og aftalen var, at udbyttet af oprøret skulle deles mellem lombarderne og de 12 ledere, der også talte Vilhelm og Drogo. Den 17. marts 1041 tørnede de sammen med den byzantinske hær i slaget ved Olivento-floden. Der var gået 23 år siden de to parter sidst mødtes i slaget ved Cannae. Igen var normannerne og lombarderne i undertal, men denne gang vandt de. Catapanen udrustede straks en ny hær, og i maj udkæmpedes slaget ved Montemaggiore. Vilhelm af Hauteville var blevet valgt som leder af den normanniske del af hæren, og i spidsen for ridderne sikrede han oprørerne, der igen var i undertal, en knusende sejr. Så udnævnte den byzantinske kejser en ny catapan, Exaugustus Boioannes, søn af den Boioannes, der havde slået normannerne ved Cannae. I september 1041 kæmpede hans hær mod oprørerne ved Montepeloso (det nuværende Irsina), og igen blev slaget afgjort af de normanniske riddere under Vilhelms ledelse. Boioannes blev taget til fange og byzantinerne måtte betale en løsesum for at få ham frigivet.
I sommeren 1041 var Ardouin forsvundet ud af billedet, og ved Montepeloso blev oprørshæren ledet af Atenulf, der tilhørte den lombardiske fyrstefamilie i Benevento. Atenulfs lederskab holdt ikke. Han stak løsesummen for Boioannes i sin egen lomme, og blev derfor smidt ud af hæren og afløst af Argyrus, der havde startet oprøret. Byzantinerne vovede ikke længere at møde normannerne på slagmarken og gik i stedet i gang med et politisk spil. Argyrus blev bestukket til at skifte side, han blev den nye catapan, og oprøret (og dermed normannernes levebrød) truede med at bryde sammen. I den situation mødtes de normanniske ledere i Matera i efteråret 1042. De valgte at føre oprøret videre – nu som et rent normannisk erobringsprojekt – og som deres leder valgte de Vilhelm Jernarm. De udnævnte ham til greve af Apulien, en noget prætentiøs titel i betragtning af, at de kun regerede over en lille del af landet. I foråret 1043 mødtes de 12 normanniske ledere i Melfi, der var den vigtigste by i det normanniske Apulien, og delte Apulien mellem sig. Der var nogle få reelle grevskaber, og ellers et antal grevskaber og baronier, de selv måtte ud at erobre, altså "på forventet efterbevilling". Den typiske fremgangsmåde var at bygge en borg i det område, man ønskede at kontrollere, og det var dermed normannerne, der indførte borgbygning som en integreret del af styreformen i Syditalien. Fyrst Guaimar af Salerno var med ved mødet i Melfi og tog den endnu finere titel "hertug af Apulien", men i hans tilfælde var titlen uden reelt indhold. Vilhelm Jernarm blev gift med Guida, der var datter af hertug Guy af Sorrento og niece til Guaimar. På overfladen var alliancen mellem normannerne og Guaimars lombarder stærk, men i praksis havde normannerne deres helt egen dagsorden.
Skønt Vilhelm og Guaimar var på felttog sammen i Calabrien i 1044, ophørte normannernes tid som lejesoldater i 1042, da de gik i gang med at erobre Apulien på egen hånd. De følgende år blev normannernes magt udbygget med udgangspunkt i Drengot-slægtens besiddelser i grevskabet Aversa og Hauteville-slægtens i Apulien.

## Grevskabet Apulien, 1042–1059
I sin korte regeringstid gik Vilhelm sammen med Guaimar på erobringstogt i Calabrien i 1044, og byggede borgen ved Stridula, formentlig nær Squillace. Guaimar måtte snart efter tage hjem for at nedkæmpe et oprør, og Vilhelm gik i stedet til angreb på byzantinerne i Apulien. I 1045 blev han besejret af Argyrus nær Taranto, men det var kun et lille tilbageslag, for kort efter erobrede hans bror Drogo byen Bovino. Vilhelm døde allerede i 1046, og hans bror Drogo blev valgt til greve.
Senere i 1046 gik Drogo til angreb på den byzantinske del af Apulien og besejrede catapanen Eustathios Palatinos i nærheden af Taranto. Hans bror Humfred angreb samtidig Bari og fik gennemtvunget en lukrativ aftale med byen, mod at han lod den være i fred. I 1047 bekræftede Guaimar sin støtte til Drogo ved at lade ham ægte datteren Gaitelgrima. Senere samme år ankom kejser Henrik 3. til Syditalien, og han bekræftede grevskabet Aversas position som direkte len, og samtidig gjorde han også Drogo til sin direkte vasal, med titlen dux et magister Italiae comesque Normannorum totius Apuliae et Calabriae (altså det svulstige "Hertug og mester af Italien" samt det mere nøgterne "greve for normannerne i Apulien og Calabrien"). Det var den første officielle anerkendelse af det normanniske grevskab i Apulien og Calabrien, og Henrik, hvis hustru Agnes af Poitou var blevet behandlet dårligt i Benevento, gav også Drogo ret til at erobre byen som kejserligt len. Benevento havde tidligere været hovedbyen i et stort fyrstedømme, men normannerne erobrede i de følgende tiår det meste af området. Selve byen Benevento lod de være i fred det meste af tiden, fordi den på et tidpunkt gik i arv til paven, og dermed blev en vigtig brik i andre politiske aftaler. Resultatet var, at byen Benevento i mange år lå som en lille pavelig enklave midt i det normanniske område.
I 1048, ledede Drogo en ny ekspedition til Calabrien via Crati-dalen, near Cosenza. Han fordelte de erobrede områder til sine hærførere, og gav blandt andet sin bror Robert Guiscard en borg ved Scribla, så han kunne beskytte adgangsvejen til Calabrien. I 1051 blev Drogo snigmyrdet som led i en byzantinsk sammensværgelse. Han blev efterfulgt af broderen Humfred. Både i Drogos og Humbert regeringstid udvidede de normanniske riddere på egen hånd deres landområder i det hensygnende fyrstedømme Benevento. Fyrstedømmet var nu under paven, og pave Leo 9. blev så rasende over angrebene, at han dannede en alliance med både den byzantiske kejser og de lombardiske fyrster, med det formål en gang for alle at gøre det af med den normanniske indflydelse i Syditalien.
Den 18. juni 1053 gik de samlede normanniske styrker under Humfreds ledelse til angreb på pavens tyske og lombardiske tropper. Slaget ved Civitate endte med, at pavens tyske lejetropper blev hugget ned, mens lombarderne flygtede. Pave Leo 9. blev taget til fange kort efter, og han blev ført til Benevento, hvor han blev tvunget til at opholde sig, til han gik ind på normannernes krav. Da paven og lombarderne var slået var der frit spil for nye erobringer omkring Benevento og i det byzantinske Apulien. Inden udgangen af 1055 havde Humfred erobret både Oria, Nardò og Lecce. I 1054 lykkedes det endelig Peter 2. af Trani at erobre den by, hans far havde fået lovning på i 1043. I de forløbne år havde familien dog ikke lidt nød, idet de havde regeret de rige områder omkring byen. Humfred døde i 1057 og blev efterfulgt af broderen Robert Guiscard, der både som hærfører og politiker kom til at overstråle sine ældre brødre. Robert fandt hurtigt sammen med de nye magthavere i pavestaten, som nu opgav at slå normannerne ned, og i stedet valgte at bruge dem som modvægt mod den tyske kejsers indflydelse. Resultatet var, at Robert erklærede sig som vasal af paven, mod til gengæld i 1059 at få titlen som hertug af Apulien og Calabrien, samt af Sicilien, hvis han engang skulle erobre den.

## Grevskabet Aversa 1030–1135
Grevskabet Aversa var som nævnt blevet dannet allerede i 1030 som det første normanniske område i Syditalien. I en lang periode var der kappestrid mellem Drengot-slægten i Aversa og Hauteville-slægten i Apulien om at være den førende normanniske familie i Syditalien. De to familier blev hurtigt giftet ind i hinanden, og de stod sammen, når de var udsat for ydre trusler. I begyndelsen var Drengot-slægten stærkest, fordi de kom først, men i 1050'erne og 1060'erne kan man tale om to ligestillede normanniske magtbaser, ledet af de dygtige og ambitiøse grever Richard Drengot og Robert Guiscard.
Richard satte sig på grevetitlen i 1049, og var næsten konstant i krig med sine lombardiske naboer, Pandulf 6. af Capua, Atenulf 1. af Gaeta og Gisulf 2. af Salerno. Gisulf havde svigtet dem gamle alliance mellem normannerne og Salerno i 1053, og det straffede Richard ved at tage bid efter bid af hans rige, til der kun var selve byen Salerno tilbage. Han havde mere fredelige planer med Gaeta, og fik sin datter gift med hertugens ældste søn. Den unge mand døde imidlertid inden brylluppet, men det afholdt ikke Richard fra at forlange en lombardisk morgengave på brudens vegne. Hertugen nægtede, og Richards svar var at erobre området omkring Aquino i 1058, hvorved hertugdømmet Gaeta blev stærkt reduceret. Da Atenulf døde i 1062, overtog Richard (og hans søn Jordan) titlen som hertug af Gaeta, men lod dog Atenulfs søn Atenulf 2. regere selve byen til 1064. Derefter udnævnte Richard og Jordan normanniske lensmænd til titlen som hertuger af Gaeta.
Da den ubetydelige fyrste af Capua døde i 1057, gik Richard straks i gang med at belejre hovedstaden Capua. Som det var tilfældet i Gaeta skete der en gradvis overdragelse, og kronologien er ikke klokkeklar. Pandulf 6. blev efterfulgt af sin bror, Landulf 8., som mindst regerede til 12. maj 1062. Richard og Jordan antog imidlertid fyrstetitlen allerede i 1058, men lod tilsyneladende Landulf være regent af navn i mindst fire år, med nøglerne til byen, og formentlig som lensmand under dem. I 1059 afholdt pave Nikolaus 2. en synode i Melfi, hvor han bekræftede Richard Drengots titel som greve af Aversa og fyrste af Capua. Richard svor til gengæld troskab til pavedømmet (og ikke længere den tysk-romerske kejser). Efter erobringen af Capua blev denne by hovedstad i det nye samlede rige, på bekostning af Aversa og Gaeta.
Richard og sønnen Jordan fortsatte med at udvide deres territorier mod nord i de pavelige områder i Latium. Det gav selvfølgelig anledning til pavelig vrede, men Richard gjorde ved et par lejligheder skaden god igen ved at hjælpe den reformvenlige fløj i Vatikanet med at få valgt deres kandidater til pavestolen. Da Richard døde i 1078, var magtbalancen mellem Drengot- og Hauteville-slægterne imidlertid ændret til fordel for de sidste, blandt andet i kraft af Robert Guiscard og hans bror Rogers erobringer. Sønnen Jordan holdt fred med paverne, og erobringerne hørte op. Jordan døde allerede i 1090 og blev efterfulgt på tronen af sin unge søn Richard 2. Det gav anledning til et lombardisk oprør i Capua, og byen blev de følgende år regeret af Lando 4. Fyrst Richard måtte til sidst bede om hjælp hos Hauteville-familien, og i 1098 blev Lando efter en belejring jaget ud af Capua som den sidste lombardiske hersker i Italien.
Drengot-slægten fortsatte med at regere i Capua og Aversa til 1135, men nu som lensmænd under hertugerne af Apulien. Da den sidste fyrste var uforsigtig nok til at deltage i et oprør mod kong Roger 2., blev han sendt i landflygtighed, og der kom et medlem af Hauteville-familien på fyrstetronen i Capua, mens grevetitlen i Aversa ophørte.

## Erobringen af Abruzzo, 1053–1105
I 1077 døde den sidste lombardiske fyrste af Benevento. Paven udpegede Robert Guiscard som hans efterfølger i 1078, men i 1081 frasagde han sig fyrstetitlen. På det tidspunkt omfattede fyrstedømmet ikke meget mere end selve byen Benevento, resten var i de foregående tiår blevet erobret af normannerne, især efter deres sejr ved Civitate. Pavens udnævnelse af Robert var formentligt et forsøg på at få ham til at standse sine normanniske slægtninges fremfærd i Abruzzo, der også var en del af Beneventos gamle område. Men Robert havde ingen interesse i at lægge bånd på sine slægtninge og lensmænd.
Umiddelbart efter sejren ved Civitate begyndte normannerne at erobre Beneventos kyststrækning langs Adriaterhavet. Robert Guiscards ældre halvbror Geoffrey af Hauteville erobrede det lombardiske grevskab Larino og indtog borgen Morrone i det gamle samniske område. Geoffreys søn Robert skabte grevskabet Loritello ud af de erobrede områder. Senere fortsatte han med at udvide sit område ind i det lombardiske Abruzzo. Han erobrede grevskabet Teate (nutidens Chieti) og belejrede Ortona, som blev det næste normanniske mål i området. Snart strakte Loritello sig så langt nordpå som Pescara og Pavestaten. I 1078 gik Robert i forbund med fyrst Jordan af Capua og sammen angreb de den pavelige del af Abruzzo. I 1080 indgik de dog en traktat med pave Gregor 7. og lovede at respektere pavestatens grænser. I stedet vendte Robert af Loritello sig mod syd, og i år 1100 udvidede han sit grevskab til den anden side af Fortore-floden, og erobrede Bovino og Dragonara.
Erobringen af den nuværende region Molise er meget sparsomt omtalt i kildematerialet. Hovedbyen Boiano blev muligvis allerede erobret året før slaget ved Civitate, måske under Robert Guiscard, som havde erobret lavlandet omkring Matese-bjergene i Appenninerne. Grevskabet Boiano blev givet til Rudolf af Moulins. Hans sønnesøn Hugh af Boiano udvide grevskabet, både mod øst til Toro og San Giovanni i Galdo, og mod vest, hvor han i 1105 annekterede grevskaberne Venafro, Pietrabbondante og Trivento i fyrstedømmet Capua.

## Erobringen af Sicilien, 1061–1091
Sicilien havde haft en urolig skæbne i de foregående århundreder. Øen var længe under byzantinsk herredømme, og der blev talt græsk mange steder. Over en periode på mere end 100 år var øen blevet erobret bid for bid af araberne, som havde regeret de seneste 150 år før normannernes ankomst til øen. Af samme grund var omkring 80 procent af befolkningen blevet muslimer, og øens kristne bekendte sig overvejende til den græsk-katolske tro. De oprindelige arabiske erobrere var aghlabiderne, efterfulgt af fatimiderne, men i 948 tog kalbiderne magten på øen, og beholdt den til 1053. I 1010- og 1020-tallet var der en række dynastiske slagsmål om arvefølgen, og det banede vejen for indblanding fra ziriderne fra Nordafrika. Situationen på Sicilien blev efterhånden kaotisk, fordi konkurrerende arabiske fyrster kæmpede om magten. Øens ustabile magtforhold vakte interesse hos Robert Guiscard og hans yngre bror Roger Bosso, der begyndte at lægge planer for en erobring. De havde pavelig opbakning, for da paven gjorde Robert til hertug i 1059, fulgte den ledige titel som hertug af Sicilien også med, måske i håbet om at få de mange indbyggere på øen tilbage til kristendommen.
I maj 1061 indledte de to brødre erobringen med at angribe Messina. Byen blev erobret uden de store sværdslag af Roger og hans mænd, der gik i land syd for byen i ly af mørket uden at møde modstand. Den arabiske styrke var rykket nord for byen for at angribe Roberts tropper, når de gik i land, og Roger kunne indtage byen før det gik op for hans modstandere, hvad der var sket. Robert allierede sig med den oprørske emir Ibn at-Timnah, der kunne støtte ham med tropper og informationer. Brødrene drog ind i landet og erbrede byen Paternó. Den stærke fæstning Castrogiovanni kunne de imidlertid ikke indtage, men i stedet byggede Robert sin egen borg ved San Marco d'Alunzio, og det blev den første af mange normanniske borge på Sicilien. Da vinteren kom, måtte Robert tage tilbage til Apulien, og Roger fik ansvaret for at holde de erobrede områder, og om muligt udvide dem, selv om han kun rådede over en beskeden hær. Araberne i Nordafrika sendte forstærkninger til øen, men Roger besejrede den talmæssigt overlegne fjendtlige styrke i slaget ved Cerami i 1063. Arabernes hovedby Palermo og deres stærkeste fæstninger kunne dog ikke overvindes på det tidspunkt. Robert var tilbage på øen i 1064, men araberne holdt bedre sammen nu, og efter en resultatløs kampagne overlod han igen ansvaret til Roger.
I 1071 vendte Robert og hans hær tilbage til Scilien, og brødrene indledte en belejring af Palermo. I efteråret 1071 lykkedes det deres flåde at nedkæmpe en arabisk undsætningsflåde, og senere trængte den ind i byens havn og ødelagde den sicilianske flåde, så der ikke mere kunne blive tale om at få forsyninger fra søsiden. Byen var delt i to befæstede halvdele, og i januar 1072 lykkedes det Robert at erobre den ene halvdel, hvorefter resten af byen overgav sig. Roger havde været særdeles aktiv i kampene og som tak gav Robert ham store områder på øen (og ret til at erobre videre) og Roger fik titlen som greve af Sicilien, med Robert som sin lensherre. I de følgende år, frem til Roberts død i 1085, var Roger dog ikke i stand skaffe de fornødne penge og troppestyrker til en fortsat erobringskrig, men han gjorde dog fremskidt. I 1077 belejrede hans lille hær Trapani, der var et af de to tilbageværende arabiske støttepunkter på øens vestlige del. Hans søn Jordan stod i spidsen for et overraskelsesangreb på de tropper, der passede på byens græssende kvæg. Uden adgang til mad gav byen op snart efter. I blev 1079 Taormina belejret, og i 1081 stod Jordan i spidsen for en styrke, der i et nyt overraskelsesangreb erobrede Catania, der hørte under emiren af Syracusa.
Roger forlod Sicilien igen i 1083 for at deltage i Roberts felttog mod øst, men Jordan, der havde fået kommandoen, gjorde oprør, og Roger måtte hurtigt retur for at undertvinge sønnen. Da Robert døde, måtte Roger hurtigt træde til for at støtte hans søn Roger Borsa mod rivalerne til hertugtitlen. Den mest aktive arabiske leder på Sicilien, emir Ibn al Ward af Siracusa, benyttede hans fravær til at sende sin flåde på plyndringstogt til Calabrien. Rogers svar kom hurtigt. I forsommeren 1086 sendte han en belejringshær til Siracusa og med sin flådestyrke angreb han emirens flåde lige uden for Siracusa. Kampen var tæt, og normannernes nye våben, armbrøsten, forårsagede store tab om bord på de arabiske skibe. Emiren besluttede sig til kamp på tæt hold, men under et forsøg på at komme over på et normannisk skib, faldt han i vandet og druknede. Så opgav araberne, og uden ledelse holdt forsvaret af Siracusa ikke. Byen overgav sig i oktober 1086. Derefter var der kun mindre byer tilbage, og da den sidste, Noto, overgav sig i 1091, var erobringen komplet. Kampagnen på Sicilien havde taget 30 år, og i lange perioder havde grev Roger været i felten med undertallige styrker for at forsvare sine erobringer. Men takket være hans viljestyrke, dygtighed og strategiske begavelse var projektet lykkedes, og tabet af Sicilien blev et alvorligt tilbageslag for arabernes magt i det vestlige Middelhav.
Både under arabisk herredømme og i tidligere perioder havde det frugtbare Sicilien leveret masser af fødevarer (specielt korn) til sine ejere. I arabisk tid gik overskudsproduktionen til Nordafrika, og selv om det nu var normannerne, der regerede øen, fandt begge parter hurtigt ud af at genoptage den lukrative handel. Øen Malta var noget af en røverrede og forstyrrede søfarten i det centrale Middelhav, så i 1091 ankom Roger i spidsen for en flåde til øen, og undertvang den. Det gav ro for plyndringer, og i tilgift kunne Roger sole sig i æren af at have befriet flere hundrede kristne fanger. Da korstogene begyndte få år senere, betød den nyvundne fred, at en stor del af skibsfarten fra Europa til det hellige land kom til at gå via Sicilien, og det gjorde både de lokale købmænd og greven rigere. Grevens indtægter blev yderligere forøget, fordi Roger Borsa som tak for støtten i 1085 gav afkald på sin halvpart af udbyttet fra Calabrien, og en ny hjælpeaktion i 1091 betalte han ved at opgive den lukrative halvpart af indtægterne fra Palermo.
Rogers styre af Sicilen var præget af stor religiøs tolerance, og det store muslimske flertal fik lov til at dyrke deres tro i fred. Det gav ro på øen, og det arabiske befolkningselement leverede både embedsmænd og soldater til hans styre, samt et væsentligt bidrag til øens økonomi. Men det var også en del af Rogers politik, at han opmuntrede katolske italienere fra fastlandet til at komme til den rige ø. Han ændrede det græsk-katolske bispedømme i Palermo til et romersk-katolsk ærkebispesæde, og oprettede i tilgift flere nye bispedømmer. Hos paven i Rom var denne udvikling naturligvis velset, og da den nyvalgte pave Urban 2. havde svært ved at blive indsat på grund af modstand fra den tyske kejser, var det grev Roger han henvendte sig til, i stedet vor den svage hertug Roger Borsa, der ellers på papiret var grevens lensherre. Valget blev gennemført, og som tak blandede pavedømmet sig ikke i Rogers udnævnelse af bisper og abbeder, skønt dette ellers var et af kirkens kardinalpunkter (se investiturstriden).
Grev Roger havde aldrig behov for at oprette len og baronier til riddere, der havde støttet ham, og dermed undgik han mange af de problemer, der hjemsøgte hans slægtninge på fastlandet, hvor der jævnligt var oprørsstemning blandt lensmænd, der følte sig forbigået. Øens sammensatte befolkning af arabere, grækere og italienere stod direkte under grev Roger. Det var ham, der sørgede for deres ve og vel, og der var ingen oprør af betydning i hans regeringstid.

## Erobringen af Amalfi og Salerno, 1073–1077
Både Amalfi og Salerno blev erobret af Robert Guiscard i kraft af hans hustru Sichelgaitas indflydelse. Amalfis overgivelse skete formentlig efter forhandlinger med hende, mens Salerno faldt, da hun holdt op med at gå i forbøn for sin bror, fyrsten af Salerno. Borgerne i Amalfi forsøgte kortvarigt at søge beskyttelse hos fyrst Gisulf, for at undgå normannisk overhøjhed, men det mislykkedes, og de to stater, der havde haft meget samkvem siden det niende århundrede, kom begge under normannisk kontrol:
I sommeren 1076 havde Gisulf 2. af Salerno med piratvirksomhed og røvertogter skabt så meget bøvl for normannerne, at de besluttede at gøre en ende på hans styre. Normannerne havde heller ikke glemt, at Gisulf svigtede dem før slaget ved Civitate i 1053, og nu kom regningen i form af en belejring ledet af Richard af Capua og Robert Guiscard. Skønt Gisulf havde påbudt sine undersåtter at oplagre op til to års forsyninger af fødevarer, så konfiskerede han masser af det, så han kun blive ved med at leve i luksis, mens byens indbyggere sultede. Den 13. december 1076 overgav byen sig, og fyrsten og hans tilhængere forskansede sig i byens borg, som måtte overgive sig i maj 1077. Gisulfs landområder tilfaldt erobrene, og det samme gjorde hans ejendele og relikvier, men selv slap han med blot at blive sendt i landflygtighed. Fyrstedømmet var gennem mange år blevet reduceret i størrelse efter kampe med grev Vilhelm af Principatet, Roger af Sicilien og Robert Guiscard, så der var ikke meget andet end hovedstaden tilbage. Byen var imidlertid den vigtigste i syditalien, og erobringen af den var en vigtig forudsætning for dannelsen af et kongerige i området godt 50 år senere.
Lidt vest for Salerno lå det lille hertugdømme omkring den vigtige søfartsby Amalfi. Den regerende hertug Sergius 3. døde i 1073, og han efterlod sin lille søn John 3., der ikke var i stand til at regere. Borgerne i Amalfi ønskede beskyttelse fra en stærk leder, så de sendte John i eksil og bad i stedet om beskyttelse hos Robert Guiscard. Efter Roberts død i 1085, kom der igen uro omkring hertugdømmets ledelse. Borgerne var ikke tilfredse med efterfølgeren, Roger Borsa, og i marts 1088 allierede de sig med den landflygtige fyrst Gisulf fra Salerno. Hans styre varede dog kun til april 1089, da Roger Borsa indtog byen og bragte den tilbage under normannisk herredømme. Allerede i 1092 gjorde Amalfiborgerne oprør igen, og de fik støtte fra den byzantinske kejser. I 1096 valgte de Marinus, som var i familie med hertugen af Napoli, til deres hertug, og kejseren af Byzans gav ham den fine titel "sebastos".
Roger Borsa fik sin onkel, grev Roger af Sicilien og sin bror Bohemund til at belejre Amalfi i 1097. Da en del af deltagerne i det første korstog passerede stedet samme år, valgte Bohemund at følge med dem, og så blev belejringen opgivet. Marinus regerede til 1101, da nogle adelmænd fra byen gik over til normannerne og fik ham væltet. Byen bevarede et vist selvstyre frem til 1130, da kong Roger 2. af Sicilien forlangte nøglerne til byens borg som tegn på dens loyalitet. Det blev afslået, og året efter angreb to af hans admiraler byen fra både land- og søsiden, og erobrede den.

## Byzantinerne fordrives fra Syditalien, 1059–1085
Bortset fra byen Bari og den sydligste del, var det meste af Apulien blevet erobret af brødrene grev Vilhelm, grev Drogo og grev Humfred, inden grevskabet blev forfremmet til hertugdømme i 1059. Resten var under det byzantinske kejserdømme, og det samme gjaldt for store områder i Calabrien. Normannerne havde taget hul på erobringen af Calabrien i 1044-45, da grev Vilhelm og fyrst Guaimar iværksatte et fælles felttog. Grev Drogo udvidede erobringerne i 1048, og fik anbragt Robert Guiscard som lensmand på den normanniske borg i Scribla. Den rigeste del af Calabrien var imidlertid stadig på byzantinske hænder, da Robert Guiscard blev greve i 1057.
Robert regeringstid begyndte med en større kampagne i Calabria. Han forlod hæren kortvarigt i 1059, så han kunne deltage i konventet i Melfi, hvor han 23. august 1059 blev udnævnt til hertug. Derefter tog han tilbage til Calabrien, hvor hæren under broderen Rogers ledelse var i gang med at belejre Cariati. Byen overgav sig, da hertugen ankom, og før året var omme, havde hæren også erobret Rossano og Gerace. Da vinteren kom i 1059, og Robert tog tilbage til Apulien, var der kun byen Reggio tilbage på byzantinske hænder. I Apulien indtog han Taranto og Brindisi, og i 1060 var han tilbage i Calabrien, denne gang med planer om en ekspedition til Sicilien. Først skulle Reggio dog erobres, og det krævede en langvarig belejring. Byens fald blev fremskyndet af, at Roger i hans fravær havde sørget for at få bygget belejringsmaskiner.
Da Reggio faldt, flygtede den byzantinske garnison til Scilla, den lille ø, der rummer byens borg, og der holdt de ikke stand længe. Roger forsøgte et angreb på Messina, på den anden side af strædet ved Reggio, men han blev slået tilbage. I mellemtiden var der opstået nye problemer for normannerne: Den byzantinske kejser Konstantin 10. var ikke til sinds at opgive områderne i Italien, og i slutningen af 1060 sendte han en stor hær til Apulien. Under ledelse af catapanen Miriarch generobrede byzantinerne Taranto, Brindisi, Oria og Otranto. I januar 1061 var de oven i købet i stærke nok til at marchere til normannernes hovedstad Melfi og indlede en belejring. Robert og Roger fik travlt med at få hæren tilbage til Apulien, men da det blev maj, var byzantinerne drevet tilbage til byerne langs kysten.
Normanneren Geoffrey, der var søn af Peter 1. af Trani, erobrede Otranto i 1063 og i 1064 indtog han Taranto og gjorde den til hovedstad i et nyt grevskab. I 1066 samlede han en hær med den hensigt at gå i land i den græske del af Balkan. Hans hær nåede aldrig at blive udskibet, for nær Bari blev den mødt af en byzantinsk hær bestående af væringer, og blev besejret. Den byzantinske hær blev ledet af catapanen Mabrica, og han generobrede Brindisi og Taranto. Catapanens tropper huserede i den normanniske del af Apulien, men det var også sidste gang, regionen mærkede noget alvorligt til byzantinerne. I april 1071 var Robert Guiscard endelig parat til at angribe Bari, der var den byzantinske hovedby i området. Byen faldt, og dermed også det byzantinske kejserriges sidste administrative forpost i Vesteuropa.
Efter at have fordrevet byzantinerne fra Apulien og Calabrien, begyndte Robert Guiscard at planlægge et angreb på de græske områder på Balkan. Disse egne havde været en sikker base for Abelard af Hauteville og Herman af Hauteville, som var sønner af grev Humbert og nevøer til Robert. De stod egentlig til at arve Apulien ved faderens død, men det havde Robert set stort på, og da de blev gamle nok, gjorde de oprør. En anden, der fik støtte fra området, var Henry, der var greve af Monte Sant'Angelo og som anerkendte den byzantinske kejser i stedet for Robert.
Robert foretog sin første ekspedition til Balkan i maj 1081, hvor han afsejlede fra Brindisi med omkring 16.000 mand. I oktober 1081 besejrede hans hær kejser Alexios 1. i slaget ved Dyrrhachium (nær Durrës i det nuværende Albanien), og i perioden frem til februar 1082 erobrede både Korfu og området omkring Durrës. Alexios var imidlertid hans ligemand i det politiske spil: Mod en betaling på 380.000 guldstykker fik han den tyske kejser Henrik 4. til at angribe paven i Rom, og Robert måtte haste hjem for at forsvare sin allierede. Sønnen Bohemund blev i Grækenland, og trængte ind i Thessalien, men i længden kunne han ikke holde fast på erobringerne fra 1081-82, så hæren måtte sejle hjem igen. Robert var tilbage i området i 1084 og besatte på ny Korfu og naboøen Kefallonia. På denne ø døde han imidlertid af feber 15. juli 1085, og den lille by Fiskardo blev opkaldt efter ham. Bohemond opgav felttoget i Grækenland og tog i stedet tilbage til Italien for at protestere mod, at Robert skulle efterfølges af Bohemunds yngre halvbror Roger Borsa.

## Erobringen af Napoli, 1077–1139
Hertugdømmet Napoli var nominelt under byzantinsk herredømme, men dette var ikke årsagen til, at det var et af de sidste områder i Syditalien, der kom under normannisk herredømme. Hertugerne af Napoli havde nemlig været normannernes allierede lige siden Sergius 4. hyrede Ranulf Drengot til at generobre byen i 1029. Derefter havde hertugerne i lange perioder holdt sig gode venner med Drengot-slægtens regenter i Aversa og senere i Capua. Byens indlemmelse i Hauteville-slægtens besiddelser begyndte i 1077 og strakte sig over 60 år.
I sommeren 1074 blev der ufred mellem Richard af Capua og Robert Guiscard. Sergius 5. af Napoli holdt med Robert og tillod ham at bruge byen som forsyningsbase. På den måde kom han på kant med Richard, der havde støtte fra pave Gregor 7. I juni indledte Richard en belejring af byen, men den blev kun kortvarig. Takket være mægling fra Desiderius af Montecassino (den senere pave Viktor 3.), blev parterne forligt.
Richard af Capua havde støttet Robert Guiscard i hans erobring af Salerno, så i 1077 gjorde Robert gengæld ved at hjælpe Richard med at belejre byen, i form af en flådeblokade. Napoli klarede dog frisag igen, fordi Richard pludselig døde, og sønnen Jordan, der lige som sin far var blevet ekskommunikeret, havde brug for pavens støtte til at blive indsat som retmæssig fyrste, og prisen var blandt andet, at belejringen skulle ophæves.
I 1130 kronede modpave Anacletus 2. hertug Roger 2. af Sicilien til konge, og inkluderede Napoli i kongerigets område. Det følgende år udbad Roger sig som omtalt nøglerne til Amalfis borg. Da borgerne afslog, var hertug Sergius 7. af Napoli parat til at støtte dem med en flådestyrke, men det blev forhindret, da admiral George af Antiochia blokerede byen med en endnu større styrke. Da Sergius hørte om erobringen af Amalfi, underkastede han sig Roger. Det fik kronikøren Alexander af Telese til at skrive: Napoli "som siden romersk tid næppe har været erobret med sværdet, gav sig ind under Roger blot på basis af en simpel meddelelse (om Amalfis erobring)". Selv om Sergius ikke havde ære af knæfaldet, fik han imidlertid lov til at beholde hertugtitlen.
I 1134 støttede Sergius fyrst Robert 2. af Capua og grev Ranulf 2. of Alife, men undgik direkte konfrontation med kong Roger, og da Capua faldt, erklærede han sin støtte til Roger. Den 24. april 1135 ankom der en flåde fra Pisa med 8.000 mand, ledet af Robert af Capua, og de gik i land i Napoli. Napoli blev dermed centrum for oprøret mod Roger 2. i de følgende to år. Sergius, Robert og Ranulf kom under belejring i Napoli indtil foråret 1136. På det tidspunkt var mange af byens indbyggere døde af sult. Den oprørsvenlige historiker Falco af Benevento skrev, at Sergius og napolitanerne ikke var til at kue, "de foretrak at dø af sult frem for at underkaste sig en ond konges magt." Flådeblokaden af byen var imidlertid ikke effektiv, og ved to lejligheder var Robert i stand til at bryde den og sejle til Pisa efter nye forsyninger. Belejringen blev opgivet, da den tysk-romerske kejser Lothar 2. ankom med en undsætningshær. Lothar forlod imidlertid Italien året efter, og så var der ingen anden udvej for Sergius end at underkaste sig Roger. Sergius fik fuld tilgivelse, men måtte til gengæld love at stille tropper til Rogers hær. Sådan gik det til, at den sidste hertug af Napoli døde den 30. oktober 1137, i slaget ved Rignano, i kamp for kong Roger.
Rogers nederlag ved Rignano banede imidlertid vejen for den endelige normanniske erobring af Napoli, for Sergius havde ingen arvinger og de napolitanske adelsmænd kunne ikke blive enige om, hvem der skulle efterfølge ham. Alligevel gik der to år, før hertugdømmet blev indlemmet i kongeriget Sicilien. Byens adel ser ud til at have styret byen . I samme tidsrum begynder man imidlertid allerede at se normanniske grundejere i byen, selv om pisanerne, der var Roger 2.'s fjender, bevarede deres alliance med Napoli. Måske var det Pisa, der understøttede byens uafhængighed ind til 1139. Det år indlemmede Roger endeligt hertugdømmet i sit kongerige. Pave Innocens 2. og den napolitanske adel hyldede samme år Rogers unge søn Alfonso af Hauteville som hertug, men der var blot tale om en dynastisk ærestitel.

## Borgbygning (Incastellamento)
Den normanniske erobring af Syditalien førte til udbredelsen af Romansk stil, specielt den normanniske variant af den. Eksisterende borge blev udvidet på basis af lombardiske, byzantinske eller arabiske fæstninger, og der blev også bygget helt nye. Disse borge var afhængige af lokale håndværkere og har derfor synlige tegn på deres ikke-normanniske islæt. Romersk-katolske katedraler blev bygget i områder, der før erobringen havde været græsk-katolske eller muslimske. Stilarten var mest romansk, men der var tydelige påvirkninger fra byzantinsk og islamisk arkitektur. Den tredje og sidte type bygninger afspejler, at den normanniske administration var mere centraliseret, kompleks og bureaukratisk end hvad man ellers så i Vesteuropa på den tid. Det betød, at det blev almindeligt at have regeringsbygninger, ofte i form af paladser, i de vigtigste byer, og først og fremmest i hovedstaden Palermo. Disse bygninger afspejler mere end nogen andre indflydelsen fra den siciliansk-arabiske kultur.
Normannernes omfattende brug af borge hang sammen med deres feudale organisering af området, og var baseret på den måde, de også havde organiseret sig i Normandiet. De første borge var ofte trækonstruktioner bygget på borgbanker, men i takt med normannernes stigende velstand og magt blev de fleste af dem bygget om i sten.
Den første vigtige borg var den tidligere lombardiske i Melfi, der blev overtaget i 1042 og som sidst i århundredet fik et rektangulært centraltårn, der stadig kan ses. De næste borge fulgte i Calabrien, som var den første provins, der blev omfattende berørt af den normanniske borgbygning. I 1046 påbegyndte Vilhelm Jernarm bygningen af "Stridula", en stor borg nær Squillace, og i 1055 havde Robert Guiscard allerede bygget tre borge: Ved Rossano, på basis af en byzantinsk fæstning; "Scribla", hvorfra han bevogtede passet til Val di Crati og endelig San Marco Argentano (fra 1051) nær Cosenza. I 1058, byggede han Scalea på en klippe ud for kysten.
Guiscard fortsatte i stor stil som borgbygger efter at have overtaget greve- og hertugtitlen. Han fik bygget borgen ved Gargano med femkantede tårne, kaldet "Giganternes tårne". Senere byggede grev Henry af Monte Sant'Angelo en borg ved Castelpagano, ikke langt derfra. I Molise byggede normannerne også mange borge i et terræn, der gav gode naturlige forsvarsmuligheder, blandt andet Santa Croce og Ferrante. Området mellem Terracina og Termoli har den største tæthed af normanniske borge i Italien. Mange af de steder, der blev valgt, var gamle samnitiske støttepunkter, der senere var blevet genbrugt af romerne og deres efterfølgere. Den type fæstninger kaldte normannerne for castellum vetus, en "gammel borg". Mange af borgene i Molise har mure, der er integreret i bjergsider og bjergkamme, og man kan se, at normannerne brugte "opus gallicum" (trækonstruktioner bygget ind i sten), for hurtigt at kunne opføre deres fæstningsværker.
Borgbygningen på Sicilien begyndte i følge traditionen på opfordring fra lokale græske indbyggere. I 1060 bad de Robert Guiscard om at bygge en borg ved Aluntium for at forsvare dem, og det blev den første normanniske bygning på Sicilien. Den fik navnet San Marco d'Alunzio, til minde om Guiscards første borg i Argentano i Calabrien, der også hed San Marco. Ruinerne af den findes stadig. Så fulgte Petralia Soprana, nær Cefalù, og derpå en borg ved Troina i 1071. I 1073 kom en fæstning ved Mazara (ruinerne er der endnu) og en anden ved Paternò (ruinerne er restaurerede). Ved Adrano byggede normannerne et firkantet tårn, der findes endnu. Grundplanen giver et indblik i normannisk arkitektur i det 11. århundrede: En udvendig trappe fører op på første sal, hvor indgangen er placeret. Indvendig er tårnet delt på langs ned gennem midten, med riddersalen på den ene side og to rum på den anden, kapellet og kammeret. Andre forsvarsværker på Sicilien blev overtaget fra araberne, og den arkitektur, der blev brugt i paladser og katedraler i de større byer, specielt Palermo, har tydelig arabisk påvirkning. Indflydelsen fra arabisk kunst på Sicilien har samme karakter som den lombardisk påvirkning på det Syditalienske fastland.

## Eksterne links
- The Normans, a European People Arkiveret 5. februar 2012 hos  Wayback Machine, ved EU Kommissionen

41°00′N 16°30′Ø / 41°N 16.5°Ø